# دوزندگان
دوزندگان (نام علمی: Aeshnidae) نام یک تیره از زیرراسته آسیابک است.